# Пашинцев, Михаил Николаевич
Михаил Николаевич Пашинцев (род. 16 сентября 1960, Челябинск) — советский хоккеист, нападающий. Мастер спорта СССР. Российский тренер.

## Биография
Воспитанник СК ЧТЗ, тренер В. Г. Мурашов. В челябинском «Металлурге» / «Мечеле» провёл 12 сезонов (1979/80 — 1982/83, 1983/85 — 1990/91), рекордсмен по заброшенным шайбам в истории клуба — 181. В челябинском «Тракторе» играл в двух сезонах — в сезоне 1982/83 провёл девять матчей в высшей лиге, в сезоне 1986/87 — три матча в переходном турнире. В сезоне 1991/92 играл в турнире КФК за право играть во 2-й лиге в составе команды «Колос» (Травники).
С 2002 года — тренер в СДЮСШОР «Мечел». С 2017 года — тренер в школе «Белые медведи».